# Stele von Topzawa

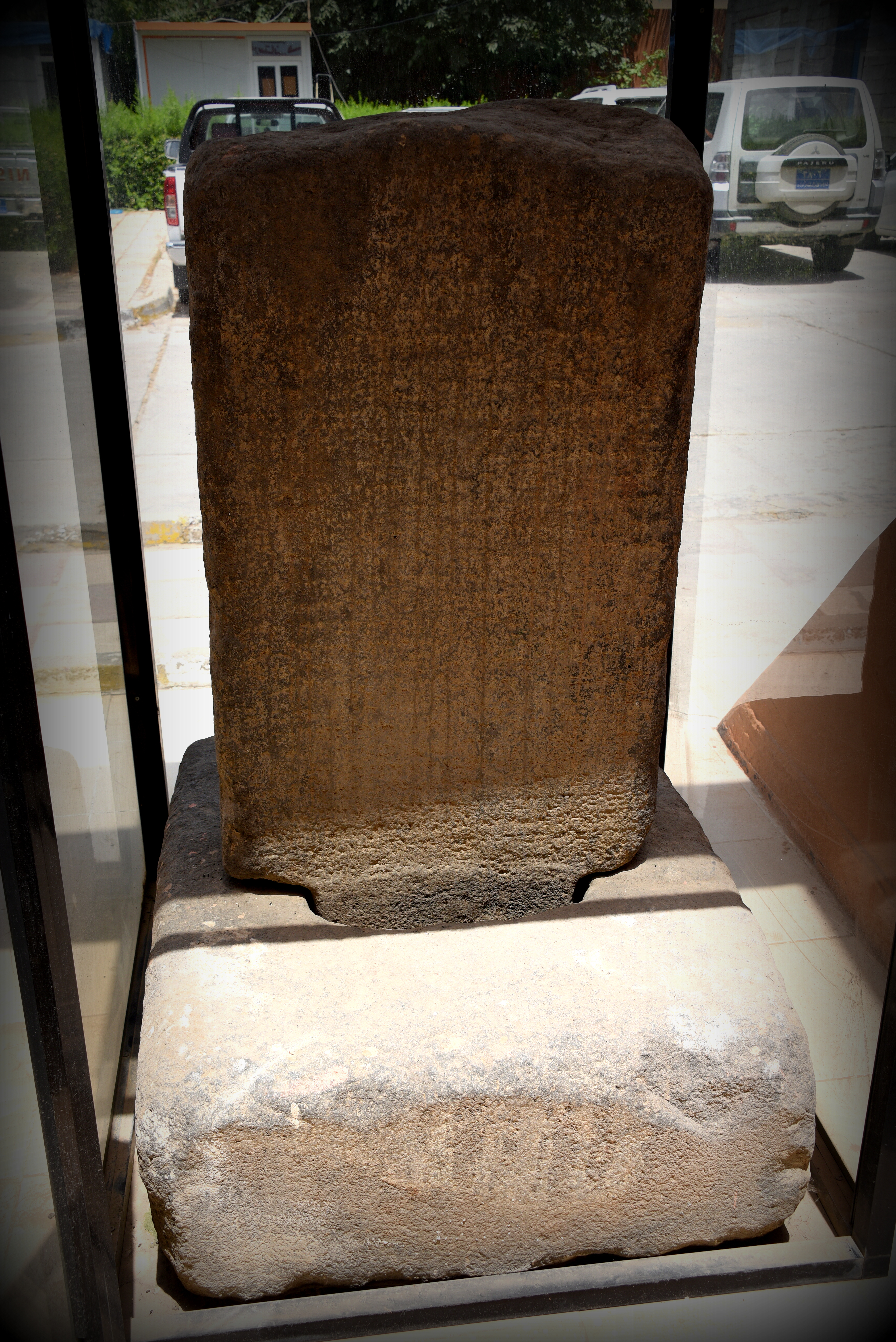
Stele von Topzawa im Iraq Erbil Civilization Museum in Arbil/Irak.

Die Stele von Topzawa (auch Topzawä, 25 km südwestlich von Kel-i Schin in Iran) in den Bergen südwestlich des Urmiasees ist eine in urartäischer und akkadischer Sprache abgefasste Bilingue des urartäischen Königs Rusa I. (Regierungszeit 735 v. Chr. bis ca. 714 v. Chr.). Sie ist schlecht erhalten.
Der Text berichtet, wie Urzana von Muṣaṣir vor Rusa erschien, vielleicht, wie H. F. Russell vermutet, um nach Hilfe gegen die Assyrer nachzusuchen. Rusa griff die Assyrer an und setzte Urzana wieder auf den Thron seiner Väter. Den Göttern von Muṣaṣir wurden Opfer dargebracht.
Am Schluss der Inschrift werden demjenigen, der sie zerstört, die üblichen Strafen der Götter angedroht. Die meisten Forscher nehmen an, dass Muṣaṣir in der Umgebung von Topzawa lag.